# 494
Раннє Середньовіччя. У Східній Римській імперії триває правління Анастасія I. На Апеннінському півострові розпочалося формування Остготського королівства Теодоріха Великого. У Європі існують численні германські держави, зокрема Іберію і південь Галлії займає Вестготське королівство, Північну Африку захопили вандали, утворивши Африканське королівство, у Тисо-Дунайській низовині утворилося Королівство гепідів. На півночі Галлії панують салічні франки, у Західній Галлії встановилося Бургундське королівство.
У Південному Китаї править династія Південна Ці, на півночі — Північна Вей. В Індії правління імперії Гуптів. У Японії триває період Ямато. У Персії править династія Сассанідів.
На території лісостепової України Черняхівська культура. Історики VI століття згадують плем'я антів, що мешкало на території сучасної України приблизно з IV сторіччя. У Північному Причорномор'ї центр володінь гунів, що підкорили собі інші кочові племена, зокрема сарматів, булгар та аланів.

## Події
- Імператор Північної Вей Сяовень-ді переніс столицю з Датуна в Лоян, оголосив китайську мову офіційною і звелів своїм чиновникам взяти собі китайські імена.
- Папа Римський Геласій адаптував язичницькі луперкалії в християнське свято стрітення.
- Геласій визначив відносини між державою й церквою, відвівши визначальну роль церкві.
- Вважається, що в цей час опубліковано Декрет Геласія, що визначив, які з християнських книг є канонічними, а які апокрифами.
- зникла Пуйо (держава)